# Collegio di Macclesfield
Macclesfield è un collegio elettorale situato nel Cheshire, nel Nord Ovest dell'Inghilterra, e rappresentato alla Camera dei comuni del Parlamento del Regno Unito. Elegge un membro del parlamento con il sistema first-past-the-post, ossia maggioritario a turno unico; l'attuale parlamentare è Tim Roca del Partito Laburista, che rappresenta il collegio dal 2024.

## Estensione

Macclesfield dal 2010 al 2024

- 1885-1918: i Municipal Borough di Congleton e Macclesfield, e parti delle divisioni sessionali di Northwich e Prestbury.
- 1918-1950: i Municipal Borough di Congleton e Macclesfield, i distretti urbani di Bredbury and Romiley, Buglawton, Compstall, Marple e Yeardsley-cum-Whaley, il distretto rurale di Disley, nel distretto rurale di Congleton le parrocchie civili di Hulmo Walfield e Newbold Astbury, e parte del distretto rurale di Macclesfield.
- 1950-1974: i Municipal Borough di Congleton e Macclesfield, i distretti urbani di Bollington, e i distretti rurali di Disley e Macclesfield.
- 1974-1983: i Municipal Borough di Congleton e Macclesfield, i distretti urbani di Alderley Edge e Bollington, e i distretti rurali di Disley e Macclesfield.
- 1983-1997: i ward del Borough di Macclesfield di Alderley Edge, Bollington Central, Bollington East, Bollington West, Disley, Gawsworth, Henbury, Macclesfield Central, Macclesfield East, Macclesfield North East, Macclesfield North West, Macclesfield South, Macclesfield West, Nether Alderley, Poynton Central, Poynton East, Poynton West, Prestbury, Rainow e Sutton.
- 1997-2010: i ward del Borough di Macclesfield di Bollington Central, Bollington East, Bollington West, Disley, Gawsworth, Henbury, Macclesfield Central, Macclesfield East, Macclesfield North East, Macclesfield North West, Macclesfield South, Macclesfield West, Poynton Central, Poynton East, Poynton West, Prestbury, Rainow e Sutton.
- dal 2010: i ward del Borough di Macclesfield di Bollington Central, Bollington East, Bollington West, Disley and Lyme Handley, Gawsworth, Henbury, Macclesfield Bollinbrook, Macclesfield Broken Cross, Macclesfield Central, Macclesfield East, Macclesfield Hurdsfield, Macclesfield Ivy, Macclesfield Ryles, Macclesfield South, Macclesfield Tytherington, Macclesfield West, Poynton Central, Poynton East, Poynton West, Prestbury, Rainow e Sutton.

Il borough di Macclesfield e i suoi ward costitutivi furono aboliti il 1º aprile 2009, e divennero parte della nuova autorità unitaria di Cheshire East.
Il collegio copre la parte nord-orientale del Cheshire East, inclusa la città di Macclesfield stessa e le aree circostanti, tra cui Bollington e Prestbury, Disley e Poynton. Si tratta di aree i cui abitanti lavorano in gran parte a Manchester.

## Membri del parlamento
| Elezione | Primo deputato     | Primo deputato       | Primo partito      | Secondo deputato   | Secondo deputato   | Secondo partito    |
| -------- | ------------------ | -------------------- | ------------------ | ------------------ | ------------------ | ------------------ |
| 1832     |                    | John Brocklehurst    | Whigs              |                    | John Ryle          | Conservatore       |
| 1837     | Thomas Grimsditch  | John Brocklehurst    | Whigs              |                    |                    | Conservatore       |
| 1847     |                    | John Brocklehurst    | Whigs              | John Williams      | Liberale           |                    |
| 1852     |                    | John Brocklehurst    | Whigs              | Edward Egerton     | Conservatore       |                    |
| 1868     |                    | William Brocklehurst | Liberale           |                    | David Chadwick     | Liberale           |
| 1880     | Collegio soppresso | Collegio soppresso   | Collegio soppresso | Collegio soppresso | Collegio soppresso | Collegio soppresso |

| Elezione | Elezione           | Deputato                  | Partito      |
| -------- | ------------------ | ------------------------- | ------------ |
|          | 1885               | William Brocklehurst      | Liberale     |
|          | 1886               | William Bromley-Davenport | Conservatore |
|          | 1906               | William Brocklehurst      | Liberale     |
|          | 1918               | John Remer                | Conservatore |
| 1939 (S) | W. Garfield Weston |                           | Conservatore |
| 1945     | Arthur Harvey      |                           | Conservatore |
| 1971 (S) | Nicholas Winterton |                           | Conservatore |
| 2010     | David Rutley       |                           | Conservatore |
|          | 2024               | Tim Roca                  | Laburista    |

## Elezioni

### Elezioni negli anni 2020
| Partito                    | Partito                                           | Candidato                  | Risultati 4 luglio 2024 | Risultati 4 luglio 2024 |
| Partito                    | Partito                                           | Candidato                  | Voti                    | %                       |
| -------------------------- | ------------------------------------------------- | -------------------------- | ----------------------- | ----------------------- |
|                            | Laburista                                         | Tim Roca                   | 24 672                  | 46,73                   |
|                            | Conservatore                                      | David Rutley               | 15 552                  | 29,46                   |
|                            | Reform UK                                         | Stephen Broadhurst         | 6 592                   | 12,49                   |
|                            | Verdi                                             | Amanda Iremonger           | 2 493                   | 4,72                    |
|                            | Lib Dem                                           | Neil Christian             | 2 482                   | 4,70                    |
|                            | Indipendente                                      | Chris Wellavize            | 779                     | 1,48                    |
|                            | SDP                                               | Dickon Fletcher            | 222                     | 0,42                    |
|                            |                                                   |                            |                         |                         |
| Iscritti                   | Iscritti                                          | Iscritti                   | 76 416                  | 100,00                  |
| ↳ Votanti (% su iscritti)  | ↳ Votanti (% su iscritti)                         | ↳ Votanti (% su iscritti)  | 52 935                  | 69,27                   |
| ↳ Astenuti (% su iscritti) | ↳ Astenuti (% su iscritti)                        | ↳ Astenuti (% su iscritti) | 23 481                  | 30,73                   |
|                            |                                                   |                            |                         |                         |
|                            | Esito: collegio passa da Conservatore a Laburista |                            |                         |                         |

### Elezioni negli anni 2010
| Partito                    | Partito                                   | Candidato                  | Risultati 12 dicembre 2019 | Risultati 12 dicembre 2019 |
| Partito                    | Partito                                   | Candidato                  | Voti                       | %                          |
| -------------------------- | ----------------------------------------- | -------------------------- | -------------------------- | -------------------------- |
|                            | Conservatore                              | David Rutley               | 28 292                     | 52,52                      |
|                            | Laburista                                 | Neil Puttick               | 17 581                     | 32,64                      |
|                            | Lib Dem                                   | Neil Christian             | 5 684                      | 10,55                      |
|                            | Verdi                                     | James Booth                | 2 310                      | 4,29                       |
|                            |                                           |                            |                            |                            |
| Iscritti                   | Iscritti                                  | Iscritti                   | 76 216                     | 100,00                     |
| ↳ Votanti (% su iscritti)  | ↳ Votanti (% su iscritti)                 | ↳ Votanti (% su iscritti)  | 53 867                     | 70,68                      |
| ↳ Astenuti (% su iscritti) | ↳ Astenuti (% su iscritti)                | ↳ Astenuti (% su iscritti) | 22 349                     | 29,32                      |
|                            |                                           |                            |                            |                            |
|                            | Esito: collegio confermato a Conservatore |                            |                            |                            |

| Partito                    | Partito                                   | Candidato                  | Risultati 8 giugno 2017 | Risultati 8 giugno 2017 |
| Partito                    | Partito                                   | Candidato                  | Voti                    | %                       |
| -------------------------- | ----------------------------------------- | -------------------------- | ----------------------- | ----------------------- |
|                            | Conservatore                              | David Rutley               | 28 595                  | 52,65                   |
|                            | Laburista                                 | Neil Puttick               | 19 987                  | 36,80                   |
|                            | Lib Dem                                   | Richard Flowers            | 3 350                   | 6,17                    |
|                            | Verdi                                     | James Booth                | 1 213                   | 2,23                    |
|                            | Indipendente                              | Mark Johnson               | 1 162                   | 2,14                    |
|                            |                                           |                            |                         |                         |
| Iscritti                   | Iscritti                                  | Iscritti                   | 75 030                  | 100,00                  |
| ↳ Votanti (% su iscritti)  | ↳ Votanti (% su iscritti)                 | ↳ Votanti (% su iscritti)  | 54 307                  | 72,38                   |
| ↳ Astenuti (% su iscritti) | ↳ Astenuti (% su iscritti)                | ↳ Astenuti (% su iscritti) | 20 723                  | 27,62                   |
|                            |                                           |                            |                         |                         |
|                            | Esito: collegio confermato a Conservatore |                            |                         |                         |

| Partito                    | Partito                                   | Candidato                  | Risultati 7 maggio 2015 | Risultati 7 maggio 2015 |
| Partito                    | Partito                                   | Candidato                  | Voti                    | %                       |
| -------------------------- | ----------------------------------------- | -------------------------- | ----------------------- | ----------------------- |
|                            | Conservatore                              | David Rutley               | 26 063                  | 52,55                   |
|                            | Laburista                                 | Tim Roca                   | 11 252                  | 22,69                   |
|                            | UKIP                                      | Adrian Howard              | 6 037                   | 12,17                   |
|                            | Lib Dem                                   | Neil Christian             | 3 842                   | 7,75                    |
|                            | Verdi                                     | Joan Plimmer               | 2 404                   | 4,85                    |
|                            |                                           |                            |                         |                         |
| Iscritti                   | Iscritti                                  | Iscritti                   | 71 569                  | 100,00                  |
| ↳ Votanti (% su iscritti)  | ↳ Votanti (% su iscritti)                 | ↳ Votanti (% su iscritti)  | 49 598                  | 69,30                   |
| ↳ Astenuti (% su iscritti) | ↳ Astenuti (% su iscritti)                | ↳ Astenuti (% su iscritti) | 21 971                  | 30,70                   |
|                            |                                           |                            |                         |                         |
|                            | Esito: collegio confermato a Conservatore |                            |                         |                         |

| Partito                    | Partito                                   | Candidato                  | Risultati 6 maggio 2010 | Risultati 6 maggio 2010 |
| Partito                    | Partito                                   | Candidato                  | Voti                    | %                       |
| -------------------------- | ----------------------------------------- | -------------------------- | ----------------------- | ----------------------- |
|                            | Conservatore                              | David Rutley               | 23 503                  | 46,95                   |
|                            | Lib Dem                                   | Roger Barlow               | 11 544                  | 23,06                   |
|                            | Laburista                                 | Adrian Heald               | 10 164                  | 20,30                   |
|                            | Indipendente                              | Brendan Murphy             | 2 590                   | 5,17                    |
|                            | UKIP                                      | Jacqueline Smith           | 1 418                   | 2,83                    |
|                            | Verdi                                     | John Knight                | 840                     | 1,68                    |
|                            |                                           |                            |                         |                         |
| Iscritti                   | Iscritti                                  | Iscritti                   | 73 282                  | 100,00                  |
| ↳ Votanti (% su iscritti)  | ↳ Votanti (% su iscritti)                 | ↳ Votanti (% su iscritti)  | 50 059                  | 68,31                   |
| ↳ Astenuti (% su iscritti) | ↳ Astenuti (% su iscritti)                | ↳ Astenuti (% su iscritti) | 23 223                  | 31,69                   |
|                            |                                           |                            |                         |                         |
|                            | Esito: collegio confermato a Conservatore |                            |                         |                         |

### Elezioni negli anni 2000
| Partito                    | Partito                                   | Candidato                  | Risultati 5 maggio 2005 | Risultati 5 maggio 2005 |
| Partito                    | Partito                                   | Candidato                  | Voti                    | %                       |
| -------------------------- | ----------------------------------------- | -------------------------- | ----------------------- | ----------------------- |
|                            | Conservatore                              | Nicholas Winterton         | 22 628                  | 49,60                   |
|                            | Laburista                                 | Stephen Carter             | 13 227                  | 28,99                   |
|                            | Lib Dem                                   | Catherine O'Brien          | 8 918                   | 19,55                   |
|                            | Veritas                                   | John Scott                 | 848                     | 1,86                    |
|                            |                                           |                            |                         |                         |
| Iscritti                   | Iscritti                                  | Iscritti                   | 72 299                  | 100,00                  |
| ↳ Votanti (% su iscritti)  | ↳ Votanti (% su iscritti)                 | ↳ Votanti (% su iscritti)  | 45 621                  | 63,10                   |
| ↳ Astenuti (% su iscritti) | ↳ Astenuti (% su iscritti)                | ↳ Astenuti (% su iscritti) | 26 678                  | 36,90                   |
|                            |                                           |                            |                         |                         |
|                            | Esito: collegio confermato a Conservatore |                            |                         |                         |

| Partito                    | Partito                                   | Candidato                  | Risultati 7 giugno 2001 | Risultati 7 giugno 2001 |
| Partito                    | Partito                                   | Candidato                  | Voti                    | %                       |
| -------------------------- | ----------------------------------------- | -------------------------- | ----------------------- | ----------------------- |
|                            | Conservatore                              | Nicholas Winterton         | 22 284                  | 48,88                   |
|                            | Laburista                                 | Stephen Carter             | 15 084                  | 33,09                   |
|                            | Lib Dem                                   | Michael Flynn              | 8 217                   | 18,03                   |
|                            |                                           |                            |                         |                         |
| Iscritti                   | Iscritti                                  | Iscritti                   | 73 170                  | 100,00                  |
| ↳ Votanti (% su iscritti)  | ↳ Votanti (% su iscritti)                 | ↳ Votanti (% su iscritti)  | 45 585                  | 62,30                   |
| ↳ Astenuti (% su iscritti) | ↳ Astenuti (% su iscritti)                | ↳ Astenuti (% su iscritti) | 27 585                  | 37,70                   |
|                            |                                           |                            |                         |                         |
|                            | Esito: collegio confermato a Conservatore |                            |                         |                         |

## Risultati dei referendum

### Referendum sulla permanenza del Regno Unito nell'Unione europea del 2016
|             | Collegio     | Lasciare UE % | Rimanere in UE % |
| ----------- | ------------ | ------------- | ---------------- |
|             | Macclesfield | 48,1%         | 51,9%            |
|             | Inghilterra  | 53,3%         | 46,7%            |
| Regno Unito | 51,9%        | 48,1%         |                  |